# Нова Уралка
Нова Ура́лка (рос. Новая Уралка, башк. Яңы Урал) — присілок у складі Куюргазинського району Башкортостану, Росія. Входить до складу Отрадинської сільської ради.
Населення — 232 особи (2010; 220 в 2002).
Національний склад:
- чуваші — 82%